# Памятник жертвам еврейского гетто (Кишинёв)
Памятник жертвам еврейского гетто — мемориальное сооружение в городе Кишинёв в память о евреях, убитых немецко-румынскими оккупантами в годы Великой Отечественной войны в рамках политики преследования и уничтожения евреев.
Установлен в 1992 году, на месте, где располагались ворота городского гетто (Иерусалимская улица, между ул. А. Пушкина и бул. Григоре Виеру). Улица переименована в Иерусалимскую в честь 3000-летия города, через 6 лет после установки памятника.
Представляет собой скорбную фигуру раввина со стелой позади. Надписи на румынском, русском и идише: «Мученики и жертвы кишиневского гетто! Мы, живые, помним о вас». В стеле зияет дыра в форме звезды Давида.
Памятник жертвам гетто был установлен по инициативе и на средства Ассоциации бывших узников гетто и нацистских концлагерей. Скульптор Наум Эпельбаум и заслуженный архитектор Молдовы Семён Шойхет.
Памятник регулярно оскверняется вандалами. Так в марте 2011 года неизвестные обозначившие себя «Русским фронтом Молдовы» нарисовали на памятнике свастику. В июле 2013 года на памятнике снова нарисовали свастику.